# Aisha Toussaint
Aisha Toussaint (sinh ngày 5 tháng 8 năm 1995) là một nữ diễn viên người Seychelles có nguồn gốc ở Scotland. Cô được biết đến nhiều nhất  với vai diễn Jules Belmont trong River City và là người dẫn chương trình thứ hai trong Raven của CBBC kể từ năm 2017.

## Đầu đời
Toussaint sinh ngày 5 tháng 8  1995  tại Seychelles và là con giữa trong gia đình có năm người con, có bốn anh em. Cô chuyển đến Scotland khi cô sáu tuổi, và học tại trường trung học St Peter the Apostle. Mẹ cô là một y tá lọc máu.

## Nghề nghiệp
Công việc diễn xuất chuyên nghiệp đầu tiên của Toussaint là Jules Belmont trong vở opera Opera City của BBC Scotland, một công việc mà cô đã kiếm được khi còn đang theo học Cử nhân Nghệ thuật tại New College Lanarkshire, mặc dù trước đó, cô đã từng góp mặt trong vở kịch"Spy in Training" trong MI High năm 2012 và" Poppy's Friend" trong Pramface năm 2014. Các tập có Belmont bắt đầu phát sóng vào ngày 28 tháng 6 năm 2016.
Vào ngày 27 tháng 6 năm 2017, <i id="mwMg">Raven</i> đã được hồi sinh với chương trình phiêu lưu giả tưởng dành cho trẻ em của BBC Scotland, <i id="mwMg">Raven</i> đã được hồi sinh cùng với Toussaint, mặc dù việc kêu gọi các thí sinh diễn ra sớm hơn nhiều so với "trò chơi tưởng tượng dành cho trẻ em". Theo nhà sản xuất sê-ri Nick Gunaydin, cô đã được thuê sau khi đến buổi thử giọng với một "mảnh gỗ khổng lồ mà cô tìm thấy trong gỗ", mà cô đã sử dụng làm đạo cụ. Toussaint thay thế thành viên diễn viên River City lúc bấy giờ là James Mackenzie; trong một cuộc phỏng vấn của BBC Press Office để quảng bá cho loạt phim đầu tiên của mình, cô đã đề cập rằng cô đã gặp anh trên phim trường, và đã quên đề cập rằng cô đã nhận ra anh từ Raven. Tuy nhiên, khi nghe tin cô đang kế nhiệm vai trò của anh, anh đã nhắn tin cho cô để nói lời chúc mừng. Tính đến tháng 11 năm 2017, hai sê-ri đã được ghi hình.

## Cuộc sống cá nhân
Toussaint sống ở Glasgow, và được Clydebank Live mô tả là một "Bankie trẻ".

## liên kết ngoài
- Aisha Toussaint